# Julio César Cadena Villegas
Julio César Cadena Villegas (Fusagasugá, Cundinamarca, 29 d'agost de 1963) és un ciclista colombià, ja retirat, que fou professional des del 1987 fins al 1994. Del seu palmarès destaca la victòria d'etapa de la Volta a Espanya de 1992.

## Palmarès
- 1984
  - 1r al Tour de la Guadeloupe
- 1986
  - 1r a la Ronda de l'Isard d'Ariège
- 1990
  - Vencedor d'una etapa del GP Café de Colombia
- 1992
  - Vencedor d'una etapa de la Volta a Espanya
- 1993
  - Classificació de la muntanya de la Volta a Catalunya

### Resultats al Tour de França
- 1987. 46è de la classificació general.
- 1988. 42è de la classificació general.
- 1989. 76è de la classificació general.
- 1994. 85è de la classificació general.

### Resultats al Giro d'Itàlia
- 1989. 33è de la classificació general
- 1993. 51è de la classificació general

### Resultats a la Volta a Espanya
- 1988. 57è de la classificació general
- 1990. Abandona (21a etapa)
- 1992. 00è de la classificació general. Vencedor d'una etapa.
- 1994. 50è de la classificació general